# 守田貴弘
守田 貴弘（もりた たかひろ、1978年 - ）は、日本の言語学者。京都大学大学院人間・環境学研究科教授。

## 経歴
- 2002年3月 東京学芸大学教育学部国際文化教育課程日本研究専攻 卒業
- 2004年3月 東京大学大学院総合文化研究科言語情報科学専攻修士課程修了、修士（学術）
- 2009年12月 フランス国立社会科学高等研究院（Ecole des Hautes Etudes en Sciences Sociales）博士課程修了、Docteur en Science du Langage
- 2010年3月 東京大学大学院総合文化研究科言語情報科学専攻博士課程単位取得退学
- 2011年4月 - 2013年3月 東京大学総合文化研究科言語情報科学専攻 助教
- 2013年4月 - 2015年3月 東洋大学経済学部総合政策学科 講師
- 2015年4月 - 2016年3月 東洋大学経済学部国際経済学科 講師
- 2016年4月 - 2017年3月 東洋大学経済学部国際経済学科 准教授
- 2017年4月 - 2023年3月 京都大学大学院人間・環境学研究科 准教授[2]
- 2023年4月 - 現在 京都大学大学院人間・環境学研究科 教授[3]